# Rafael Orozco Maestre
Rafael José Orozco Maestre (Becerril, 24 maart 1954 - Barranquilla, 11 juni 1992) was een Colombiaans componist en zanger van vallenato, en medeoprichter en zanger van de groep El Binomio de Oro met Israël Romero. Hij was een belangrijke vertegenwoordiger van de Colombiaanse muziek.

## Biografie
Zijn ouders waren "Rafita" Orozco en Cristina Maestre; hij werd geboren in een gezin van dertien kinderen.
Hij vervolgde zijn middelbare studies aan het Colegio Nacional Loperena de Valledupar. In een Culturele Week won hij een zangwedstrijd tegen Juvenal Daza, Octavio Daza, Adalberto Ariño en Diomedes Díaz, die tijdens het evenement "Cariñito de mi vida" uitvoerde. Dit lied nam hij in 1975 op met Emilio Oviedo, en maakte hem beroemd.
Rafael Orozco en Israel Romero ontmoetten elkaar voor het eerst op een school in Manaure, waar Orozco zong op een feest. Twee maanden later (1976) kristalliseerde de geboorte van de muziekgroep El Binomio de Oro uit. Met de Binomio de Oro won hij drie Congos de Oro, zestien gouden platen en twee platina platen.
Rafael Orozco Maestre werd met negen pistoolschoten omgebracht.

## Discografie
- Adelante (1975)
- Con Emoción (1975)
- Binomio de oro (1977)
- Por lo alto (1977)
- Enamorado como siempre (1978)
- Los Elegidos (1978)
- Súper vallenato (1979)
- Clase aparte (1980)
- De caché (1980)
- 5 años de oro (1981)
- Festival vallenato (1982)
- Fuera de serie (1982)
- Mucha calidad (1983)
- Somos vallenato (1984)
- Superior (1985)
- Binomio de oro 1986 (1986)
- En concierto (1987)
- Internacional (1988)
- De Exportación (1989)
- De fiesta con binomio de oro (1990)
- De américa (1991)
- Por siempre (1991)